# 장식 (전량)
전량 고조 명왕 장식(前涼 高祖 明王 張寔, 271년 ~ 320년, 재위 : 314년 ~ 320년)은 중국 오호 십육국 시대 전량(前凉)의 제2대 국왕이다. 자는 안손(安遜), 묘호는 고조(高祖), 시호는 명왕(明王)이다.

## 생애
장식은 271년에 장궤(張軌)의 아들로 태어났다. 314년에 장궤가 병으로 양주자사(凉州刺史)의 직위에서 물러나자 뒤를 이어 양주자사로 임명되었으며 장궤가 죽자 서평공(西平公)의 작위도 이었다. 장안(長安)의 서진(西晉) 정부에 계속 복종하며 군사적 지원을 하였으나 317년에 전조(前趙)에 의해 서진이 멸망하는 것을 막는데는 실패하였다. 이후 강남에서 동진(東晉)이 부활하자 이에 계속 복종하는 한편, 진주(秦州 : 간쑤성 동부)에서 전조에 맞서는 사마보(司馬保)를 적극 지원하였다. 그러나 사마보의 군대가 양주로 들어서는 것은 거부하였다. 동진이 부활하여 복속하기는 하였으나 동진의 정통성은 인정하지 않았기 때문에 동진의 연호를 따르지 않고 서진 민제(愍帝)의 연호인 건흥(建興)을 계속 이어서 사용하였다.
320년 유홍(劉弘)이 종교반란을 일으키자 장식은 반란을 수습하였으나 유홍의 신자인 염섭(閻涉)에 의해 암살당했다. 시호는 소공(昭公), 동진 원제(元帝)는 원공(元公)이라 시호를 하사하였다. 354년에 장조(張祚)가 추존하여 명왕(明王)으로 시호를 올렸다.
| 전 대 장궤(張軌) | 제2대 전량 왕 314년~320년 | 후 대 장무(張茂) |